# Bad Wildungen
Bad Wildungen (pronunciación en alemán: /baːt ˈvɪldʊŋən/ⓘ) es una pequeña ciudad en el Distrito de Waldeck-Frankenberg al norte del estado de Hesse, Alemania, dentro de la Ruta alemana de arquitectura de entramados.
Su población a finales de 2019 era de 17137 habitantes (141 por km²). La ciudad abarca 120,08 kilómetros cuadrados (46.36 millas cuadradas) y se sitúa a 275 m s. n. m.
Las grandes ciudades más cercanas son Kassel (35 km), Marburg (60 km) y Korbach (28 km).

## Historia
La primera mención documentada de Bad Wildungen fue en el año 800, en el directorio de bienes del monasterio de Hersfeld. Registrado con el nombre de "Villa Wildungun", estaba situado originalmente en el Valle de Wilde, al este de la situación actual. Alrededor del año 1200, fue construido un castillo por los Duques de Turingia, alrededor del cual se desarrolló Alt-Wildungen ("Alto Wildungen"). En 1242, Nieder-Wildungen ("Wildungen inferior"), que se había fundado en la colina que daba al castillo, fue reconocida como ciudad. Desde 1263, el castillo y las dos ciudades pasaron a depender de los Príncipes de Waldeck y después de los Condes de Waldeck, hasta su abdicación después de la Primera Guerra Mundial (véase el Principado de Waldeck).
En 1906, la ciudad de Nieder-Wildungen recibió el nuevo nombre Bad Wildungen. En 1940, Bad Wildungen recibió el título de "Preußisches Staatsbad" ("Baño estatal prusiano")

## Ciudades hermanadas
Bad Wildungen está hermanado con las siguientes ciudades:
- Saffron Walden, Essex, Reino Unido desde 1986,

- Yichun, Heilongjiang, China desde 1988
- Saint-Jean-de-Maurienne, departamento de Saboya, Francia desde 1990.